# Snottite

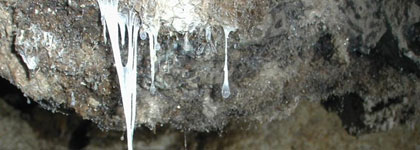
Snotittes a Cueva de Villa Luz, al Sud de Mèxic

Les snottites són colònies de bacteris extremòfils que pengen de les parets i els sostres de coves, de manera similar a petites estalactites. El seu nom ve de la paraula col·loquial anglesa per a moc nasal snot.
Els estudis genètics d'aquestes colònies mostren que contenen bacteris i també arqueus del grup dels Thermoplasmales.
Els bacteris obtenen la seva energia per quimiosíntesi a partir de compostos del sofre, com ara l'àcid sulfhídric H₂S i de l'aigua calenta que degota des de dalt. Produeixen àcid sulfúric i com a conseqüència els seus productes de rebuig són molt àcids, amb un pH pròxim a 0, similar a l'àcid de les bateries.
Les snottites han estat estudiades per les investigadores Diana Northup i Penny Boston en l'ambient tòxic d'una cova de sofre anomenada Cueva de Villa Luz a Tabasco, Mèxic. El terme original en anglès "snottite" va ser encunyat per Jim Pisarowicz.